# David Tattersall
David Tattersall (Cumbria, 1960. november 14. –) brit operatőr.

## Pályafutása
A londoni Goldsmith College-ben tanult képzőművészetet, hogy azután a National Film and Television School operatőr szakán folytassa tanulmányait. Egyik vizsgafilmjét, a King's Christmast, 1987-ben a legjobb rövidfilm díjára jelölte a Brit Filmakadémia. A diploma megszerzése után videóklipek és reklámfilmek készítéséből tartotta fenn magát. Kedveli az erőteljes képi hatásokkal teli, nagyívű produkciók világát: ő fényképezte George Lucas Csillagok háborúja-trilógiájának első epizódját, azt megelőzően pedig a A katona (Soldier) és Con Air – A fegyencjárat (Con Air) című produkciót. Televíziós munkái közül kiemelkedik Az ifjú Indiana Jones kalandjai (The Young Indiana Jones Chronicles) című tévésorozat, melyért Emmy-díjra jelölték.

## Munkái
- Csillagok háborúja III: A Sith-ek bosszúja (2005)
- XXX 2. – A következő fokozat (2005)
- Lara Croft: Tomb Raider 2. – Az élet bölcsője (2003)
- Csillagok háborúja II: A klónok támadása (2003)
- Halj meg máskor (2002)
- The Majestic (2001)
- Jég és föld között (2000)
- Halálsoron (1999)
- Whatever happened to Harold Smith (1999)
- Csillagok háborúja I: Baljós árnyak (1999)
- Az ifjú Indiana Jones – A gonosz álarcai (1999)
- Az ifjú Indiana Jones – Kalandok a titkosszolgálatnál (1999)
- A katona (Soldier) (1998)
- Con Air – A fegyencjárat (1997)
- Moll Flanders (1996)
- The Wind in the Willows (1996)
- T.Rex, a dinózsaru (1995)
- Gyilkosság egyenes adásban (1994)
- Az ifjú Indiana Jones – Vakmerő sivatag (1992)
- Az ifjú Indiana Jones kalandjai (TV-film, 1992)